# Baca County
Baca County är ett administrativt område i delstaten Colorado, USA, med 3 788 invånare. Den administrativa huvudorten (county seat) är Springfield.

## Geografi
Enligt United States Census Bureau har countyt en total area på 6 623 km². 6 619 km² av den arean är land och 4 km² är vatten.

### Angränsande contyn
- Prowers County - nord
- Stanton County - öst
- Morton County - öst
- Cimarron County - syd
- Union County - sydväst
- Las Animas County - väst
- Bent County - nordväst